# Jārūb
Jārūb (persiska: جاروب) är en ort i Iran.   Den ligger i provinsen Kerman, i den sydöstra delen av landet, 900 km sydost om huvudstaden Teheran. Jārūb ligger 1 863 meter över havet och antalet invånare är 170.
Terrängen runt Jārūb är kuperad åt sydost, men åt nordväst är den platt. Terrängen runt Jārūb sluttar västerut. Runt Jārūb är det glesbefolkat, med 12 invånare per kvadratkilometer. Närmaste större samhälle är Bāgh Pīshgāh, 3,4 km öster om Jārūb. Omgivningarna runt Jārūb är i huvudsak ett öppet busklandskap.